# ایستگاه متروی اوکوود
ایستگاه متروی اوکوود (انگلیسی: Oakwood tube station) یکی از ایستگاه‌های خط پیکدیلی متروی لندن است.
این ایستگاه که در منطقه انفیلد لندن قرار دارد در سال ۱۹۳۳ میلادی تأسیس شده است.